# Roßlau
Roßlau, korábban város Németország Szász-Anhalt tartományában, 2007. július 1-jétől Dessau-Roßlau város része.

## Fekvése
A tartomány déli részén fekszik.

## Története
A város első említése 1215-ből maradt fenn Rozelowe' néven.

## Nevezetességei
- A vár
- templomok
- A piactér

## Gáléira

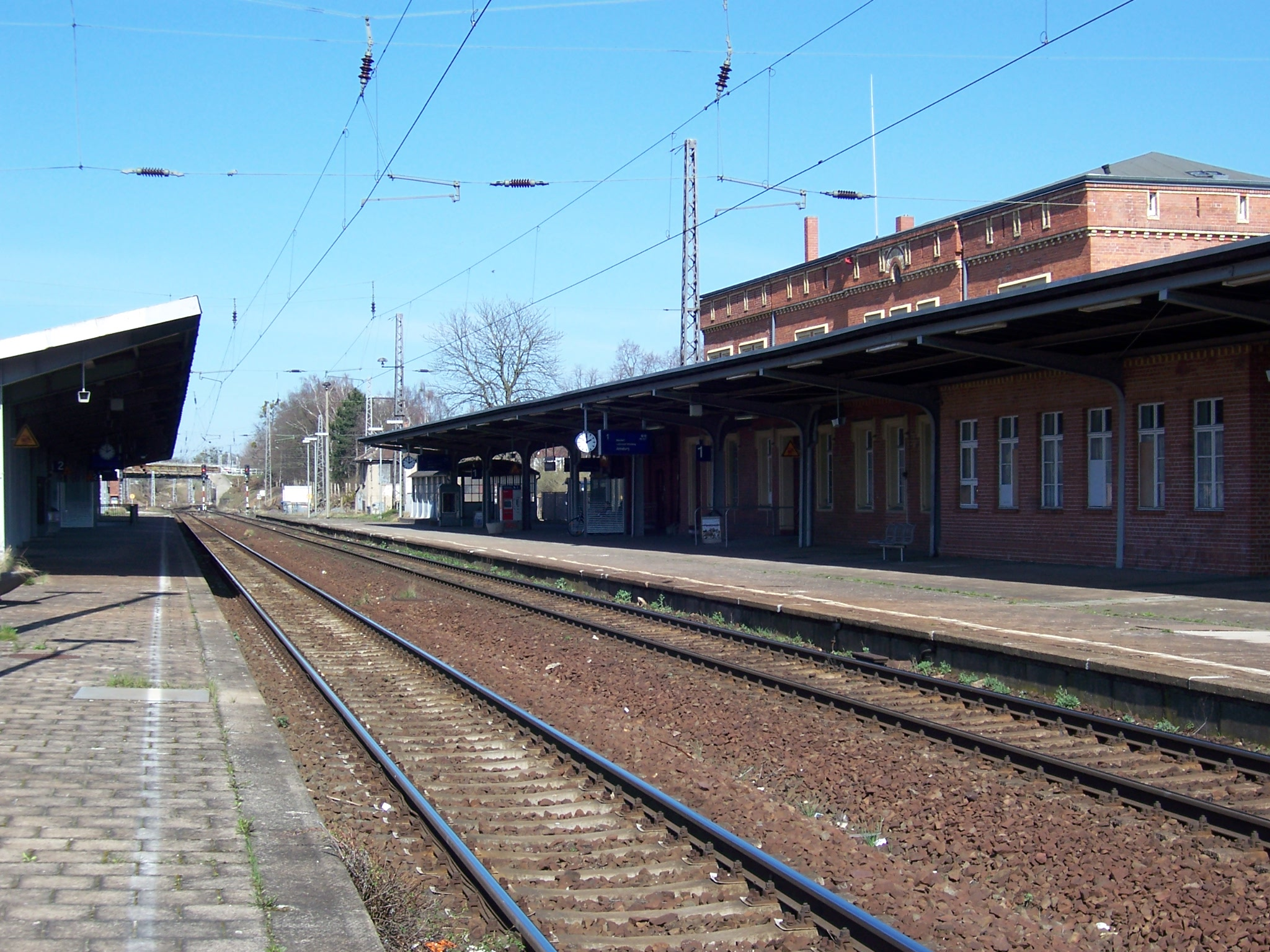
Az állomás
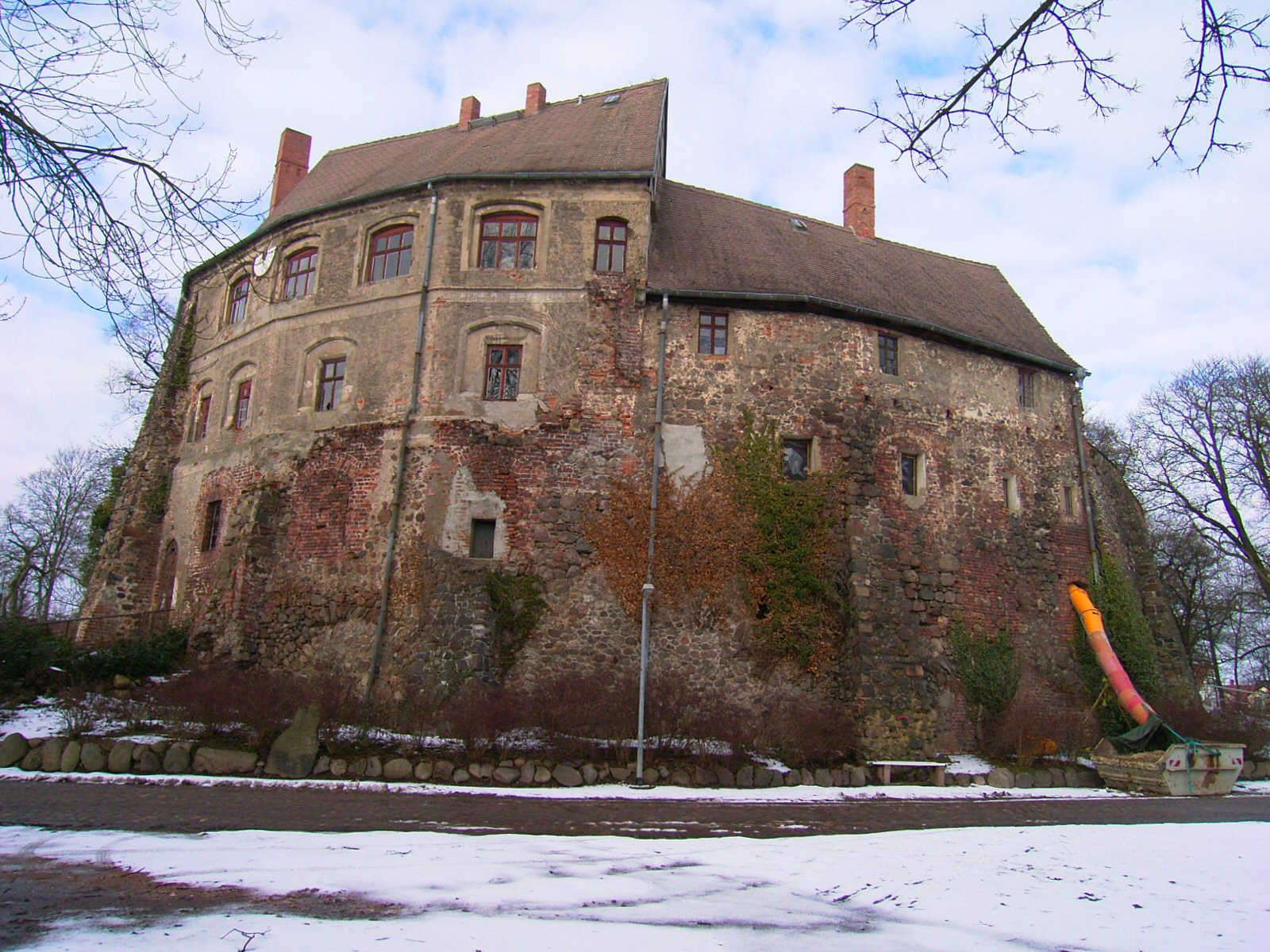
A vár

## Fordítás
Ez a szócikk részben vagy egészben a Roßlau című német Wikipédia-szócikk fordításán alapul.  Az eredeti cikk szerkesztőit annak laptörténete sorolja fel. Ez a jelzés csupán a megfogalmazás eredetét és a szerzői jogokat jelzi, nem szolgál a cikkben szereplő információk forrásmegjelöléseként.